# Mieru Hito
Mieru Hito (みえるひと (Thiên nhãn)) là một bộ manga sáng tác bởi Iwashiro Toshiaki (tác giả của Psyren). Mieru Hito được đăng ở Nhật Bản trên tạp chí Shūkan Shōnen Janpu. Cốt truyện của Mieru Hito xoay quanh Myoujin, một người dẫn đường cho các hồn ma và Himeno Okegawa, người ở trọ tại nhà của Myoujin.